# Nienawidzę Baśniowa
Nienawidzę Baśniowa (tytuł oryginalny: I Hate Fairyland) – amerykańska seria komiksowa autorstwa Skottiego Younga, ukazująca się w formie miesięcznika od października 2015 do lipca 2018 i ponownie od listopada 2022 nakładem wydawnictwa Image Comics. Po polsku serię publikuje wydawnictwo Non Stop Comics w formie tomów zbiorczych.

## Fabuła
Utrzymana w konwencji fantasy i czarnego humoru seria opowiada o Gertrude, zwanej Gert, która jako 10-latka trafia wbrew swojej woli do magicznej krainy o nazwie Baśniowo. Po 27 latach uwięziona w ciele dziewczynki Gert wciąż szuka możliwości ucieczki. Sfrustrowana, zaczyna terroryzować Baśniowo. Jego królowa Cloudia chce pozbyć się Gert, wysyłając do niej zabójców. Gdy plan się udaje, Cloudia postanawia sama zgładzić Gert.

## Tomy zbiorcze
| Tom | Tytuł i rok wydania polskiego     | Tytuł i rok wydania oryginalnego                                                                                   | Zawartość |
| --- | --------------------------------- | --- | --- |
| 1   | I żyli długo i burzliwie (2018)   | Madly Ever After (2016)                                                                                            | I Hate Fairyland (vol. 1) #1–5                                                                                   |
| 2   | Fujowe życie (2019)               | Fluff My Life (2016)                                                                                               | I Hate Fairyland (vol. 1) #6–10                                                                                  |
| 3   | Grzeczna dziewczynka (2019)       | Good Girl (2017)                                                                                                   | I Hate Fairyland (vol. 1) #11–15                                                                                 |
| -   | Nienawidzę Obrazu (2019)          | I Hate Image (2017)                                                                                                | I Hate Image: FCBD Special #1                                                                                    |
| 4   | Konali krótko i płaczliwie (2019) | Sadly Never After (2018)                                                                                           | I Hate Fairyland (vol. 1) #16–20                                                                                 |
| 5   | Gert w piekle (2025)              | Gert's Inferno (2023)                                                                                              | I Hate Fairyland (vol. 2) #1–5                                                                                   |
| 6   |                                   | Last Gert Standing (2024)                                                                                          | I Hate Fairyland (vol. 2) #6–10                                                                                  |
| 7   |                                   | In the Mean Time (2024)                                                                                            | I Hate Fairyland (vol. 2) #11–15                                                                                 |
| 8   |                                   | Happy End Game (2024)                                                                                              | I Hate Fairyland (vol. 1) #16–20                                                                                 |
| -   |                                   | The Unbelievable Unfortunately Mostly Unreadable and Nearly Unpublishable Untold Tales of I Hate Fairyland! (2024) | The Unbelievable Unfortunately Mostly Unreadable and Nearly Unpublishable Untold Tales of I Hate Fairyland! #1–5 |